# Wonho (ca sĩ)
Lee Ho-seok (Hangul: 이호석, sinh ngày 1 tháng 3 năm 1993), thường được biết đến với nghệ danh Wonho (Hangul: 원호), là một ca sĩ Hàn Quốc do Highline Entertainment quản lý. Anh là cựu thành viên của Monsta X, nhóm nhạc nam Hàn Quốc được Starship Entertainment thành lập vào năm 2015. Wonho ra mắt với tư cách ca sĩ solo vào tháng 9 năm 2020 với mini-album Love Synonym Pt.1: Right for Me.

## Sự nghiệp

### 2014–2019: Monsta X

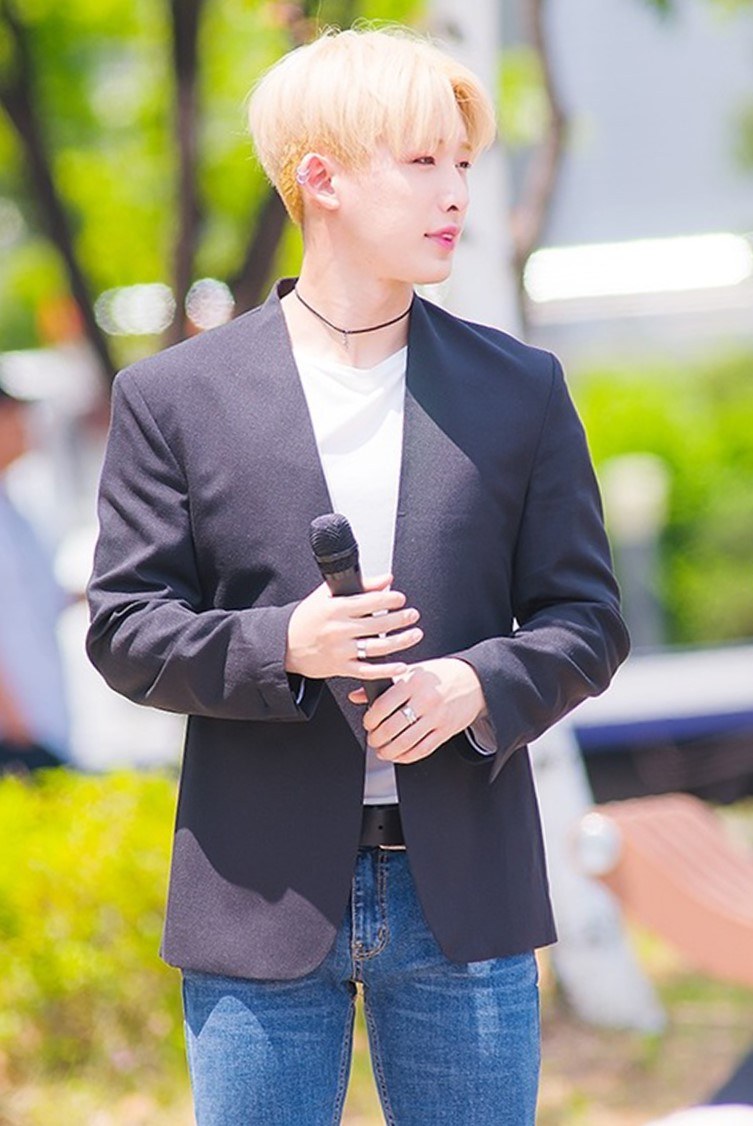
Wonho vào tháng 5 năm 2016

Trước khi ra mắt công chúng, Wonho từng là thành viên nhóm nhạc dự án Nu Boyz (cùng với #Gun, Shownu và Joohoney) được Starship Entertainment thành lập vào tháng 8 năm 2014. Nhóm đã đăng tải một số bài hát lên kênh YouTube của công ty, cũng như biểu diễn trong concert Starship X vào ngày 5 tháng 12 năm 2014. Cuối tháng 12 năm 2014, Starship Entertainment và Mnet khởi động chương trình truyền hình thực tế sống còn No.Mercy, qua đó Wonho và sáu thí sinh khác (bao gồm Shownu và Joohoney) đã được chọn làm thành viên nhóm nhạc nam mới của Starship Entertainment với tên gọi Monsta X.
Wonho ra mắt công chúng với tư cách thành viên của Monsta X vào ngày 14 tháng 5 năm 2015. Anh đóng vai trò là một trong những giọng hát của nhóm cho đến cuối năm 2019, và từ năm 2017 đã thường xuyên tham gia sáng tác và phối khí các bài hát của nhóm.
Từ năm 2018, Wonho đã xuất hiện trong các bộ ảnh của nhiều tạp chí thời trang, cũng như hợp tác với các nhãn hàng và chiến dịch quảng bá, như Nylon, GQ, Maps, Ceci, Grazia, Elle và Dazed. Anh nhận được nhiều chú ý về việc luyện tập hình thể, và đã nhấn mạnh tầm quan trọng của các thói quen lành mạnh và việc tập thể dục trong một số cuộc phỏng vấn. Tháng 10 năm 2018, anh hợp tác với Under Armour và tạp chí Dazed để tuyên truyền về lối sống năng động và lành mạnh. Anh cũng đã tham gia chiến dịch khuyến khích lối sống lành mạnh "Elle Body Challenge" của tạp chí Elle vào tháng 5 năm 2019.
Ngày 31 tháng 10 năm 2019, Starship Entertainment thông báo Wonho sẽ rời khỏi Monsta X sau khi trên mạng xã hội xuất hiện tin đồn anh từng sử dụng cần sa trái phép. Đội điều tra ma túy của sở cảnh sát Seoul đã xem xét các cáo buộc này và Starship Entertainment thông báo vào ngày 14 tháng 3 năm 2020 rằng theo kết luận của cuộc điều tra, tin đồn là không đúng sự thật.

### 2020–nay: Ra mắt với tư cách ca sĩ solo
Tháng 4 năm 2020, Wonho ký hợp đồng trên tư cách ca sĩ solo với Highline Entertainment, một công ty con của Starship Entertainment. Công ty thông báo anh sẽ hoạt động với tư cách ca sĩ solo và nhà sản xuất âm nhạc. Ngày 6 tháng 5, Maverick Entertainment thông báo công ty đã ký hợp đồng với Wonho để quản lý hoạt động ở nước ngoài của anh.
Ngày 9 tháng 8, Wonho được công bố là sẽ phát hành album solo đầu tay với tên gọi Love Synonym Pt.1: Right for Me. Ngày 14 tháng 8, anh phát hành đĩa đơn mở đường "Losing You" và video âm nhạc của bài hát. "Losing You" được khen ngợi là đã thể hiện được khả năng của Wonho trên nhiều lĩnh vực, bao gồm thanh nhạc, sáng tác và sản xuất âm nhạc. Love Synonym Pt.1: Right for Me được phát hành vào ngày 4 tháng 9 cùng với video âm nhạc của bài hát chủ đề "Open Mind". Wonho tổ chức một showcase quảng bá cho album trong cùng ngày thông qua V Live.
Wonho tổ chức concert solo đầu tiên của mình vào ngày 27 tháng 9 năm 2020. Do ảnh hưởng của đại dịch COVID-19, concert được tổ chức trực tuyến thông qua nền tảng streaming LiveXLive. Trong concert, anh thông báo là sẽ phát hành một album mới vào cuối năm 2020, đồng thời phát hành một bài hát năm trong album với tên gọi "Flash".

## Danh sách đĩa nhạc

### Mini-album
| Tên                             | Thông tin chi tiết                                                                                          | Thứ hạng cao nhất | Thứ hạng cao nhất | Thứ hạng cao nhất | Thứ hạng cao nhất | Doanh số                  |
| Tên                             | Thông tin chi tiết                                                                                          | HQ                | NB                | Anh Down.         | Mỹ World          | Doanh số                  |
| ------------------------------- | --- | ----------------- | ----------------- | ----------------- | ----------------- | ------------------------- |
| Love Synonym Pt.1: Right for Me | - Ngày phát hành: 4 tháng 9 năm 2020 - Hãng đĩa: Highline Entertainment - Định dạng: CD, nhạc số, streaming | 1                 | 8                 | 31                | 9                 | - HQ: 143.355 - NB: 5.363 |

### Đĩa đơn
| Tên                                                                                         | Năm  | Thứ hạng cao nhất | Doanh số     | Album                           |
| Tên                                                                                         | Năm  | KOR               | Doanh số     | Album                           |
| ------------------------------------------------------------------------------------------- | ---- | ----------------- | ------------ | ------------------------------- |
| "Losing You"                                                                                | 2020 | —                 | —            | Love Synonym Pt.1: Right for Me |
| "Open Mind"                                                                                 | 2020 | —                 | —            | Love Synonym Pt.1: Right for Me |
| Với tư cách khách mời                                                                       |      |                   |              |                                 |
| "0 (Young)" (Jooyoung, Mad Clown và Giriboy hợp tác với các thí sinh No Mercy)              | 2015 | 71                | - HQ: 43,760 | No Mercy Part.3                 |
| "—" cho biết bài hát không lọt vào bảng xếp hạng hoặc không được phát hành tại khu vực này. |      |                   |              |                                 |

### Video âm nhạc
| Năm  | Tên          | Nghệ sĩ | Đạo diễn         | Chú thích |
| ---- | ------------ | ------- | ---------------- | --------- |
| 2020 | "Losing You" | Wonho   | PinkLabel Visual | [ 32 ]    |
| 2020 | "Open Mind"  | Wonho   | Desert Beagle    | [ 28 ]    |